# Крофорд, Черил
Черил Крофорд или Шерил Кроуфорд (англ. Cheryl Crawford, 24 сентября 1902, Акрон (Огайо), США — 7 октября 1986, Нью-Йорк, США) — американская театральная актриса, режиссёр и продюсер.

## Биография
Черил Крофорд родилась 24 сентября 1902 года в городе Акрон, штат Огайо. В средней школе интересовалась драматическим искусством, в том числе играла роль леди Макбет в любительской постановке пьесы Шекспира. Изучала театральное мастерство в Колледж Смит, позже переехала в Нью-Йорк и поступила в школу при Театральной гильдии. После окончания обучения в 1927 году Черил Крофорд была приглашена Терезой Нелбёрн — исполнительным директором Гильдии на должность менеджера по подбору актёров. Позже Черил сменила ещё несколько мест, в том числе помощника режиссёра, но везде занималась более административно-организаторской, но не творческой работой. В этот период она познакомилась с Харольдом Клерманом и Ли Страсбергом, которые также служили в Гильдии. Крофорд была поражена этими молодыми людьми и их идеями о необходимости придания американскому театру принципиально новой формы. В 1930 году Кроуфорд уговорила Клермана попытаться сформировать группу единомышленников. В 1931 году Кроуфорд, Клерман и Страсберг объявили о создании так называемой Театр Груп из 28 молодых актёров, которые работали по творческим методам Станиславского. Черил лично отбирала литературный материал для ранних пьес нового коллектива. В 1937 году она становится независимым продюсером.
Черил Кроуфорд оказала заметное влияние на становление таких актёров, как Хелен Хейс, Билл Робинсон, Мэри Мартин, Этель Бэрримор, Ингрид Бергман, Таллула Бэнкхед и Поль Робсон. В 1946 году она и Эва Ле Галлиенн основала Американский репертуарный театр. В 1947 году Кроуфорд основала Актёрскую студию, в которой позже занимались Марлон Брандо, Пол Ньюман, Мэрлин Монро, Аль Пачино, Роберт Де Ниро, Дастин Хоффман, Стив Маккуин, Мартин Ландау, Шелли Уинтерс, Джейн Фонда, Эллен Берстин, Харви Кейтель, Джек Николсон и многие другие. Ли Страсберг присоединился к преподаванию в этой студии в качестве художественного руководителя в 1951 году.
Черил Кроуфорд скончалась в 1986 году в Нью-Йорке из-за осложнений, вызванных неудачным падением.